# Nelva Gonzales Ramos
Nelva Gonzales Ramos (Port Lavaca, Texas; 22 de agosto de 1965) es una juez de distrito estadounidense en el Tribunal de Distrito de los Estados Unidos para el Distrito Sur de Texas.

## Biografía
Gonzales Ramos nació en Port Lavaca (Texas), en 1965. Ella estudió en Texas State University, donde se graduó con un bachiller de artes en 1987. Luego, fue que estudió su ocupación en la  University of Texas School of Law en 1991. 
En 2011, Ramos se convirtió en la 347.º juez de la corte de distrito.
Durante el 111.º Congreso, Ramos fue una de los tres candidatos recomendados por los demócratas de la Texas House Delegation para una vacante en el United States District Court for the Southern District of Texas.
Ramos era la única candidata apoyada por los senadores republicanos Kay Bailey Hutchison y John Cornyn. El 26 de enero de 2011, el presidente Barack Obama nominó a Ramos para reemplazar al juez Hayden Head.
El Senado de los Estados Unidos confirmó a Ramos por consentimiento unánime el 2 de agosto de 2011. Ella recibió su comisión el 4 de agosto de 2011.